# Dóczy Ferenc kötelezvénye

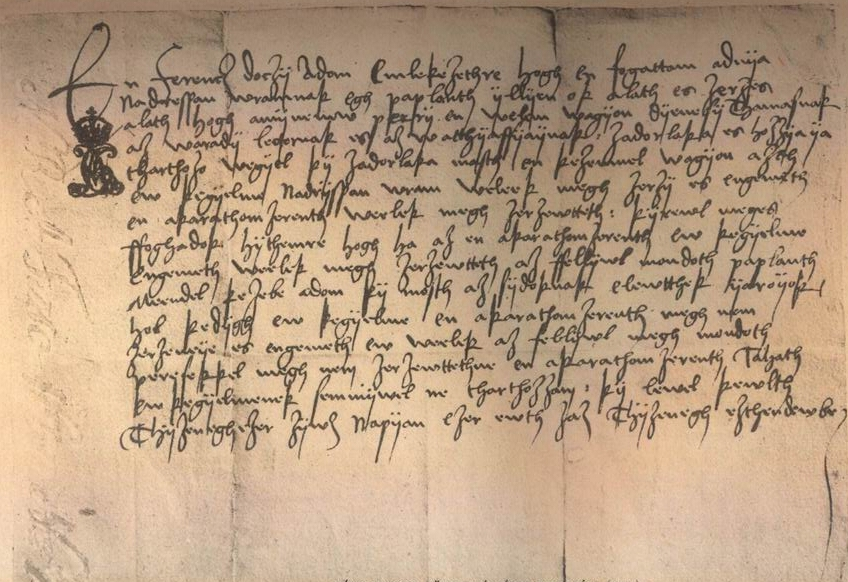
Dóczy Ferenc kötelezvénye 1511-ből

Dóczy Ferenc kötelezvénye egy 1511-ből származó, legrégebbi ismert, teljesen magyar nyelvű okirat, amely egy korabeli korrupciós ügylet dokumentációja.  A kötelezvényben  Dóczy Ferenc ígéretet tesz arra,  hogy perének számára kedvező kimenetele után, az ügyében eljáró nádorispánnak egy paplant juttat Mendel zsidó közösségi elöljáró közvetítésével. Dóczy fontosnak tartja, hogy leszögezze, amennyiben vitás ügye nem zárul sikerrel, akkor nem tartozik a nádornak semmivel. A dátum 1511. év, tizenegyezer szűz napja, azaz október 21. 
A kötelezvény az Országos Levéltárban található.    
Én Ferencz Dóczy adom emlékëzetre, hogy én fogadtam adnia nádrëspán uramnak ëggy paplant illyen ok alatt és szërzés alatt: hogy a minëmű përi én velem vagyon Dienesí Tamásnak, az váradi lëktornak és az ő atyjafiaianak Zádorlaka és hozjája tartozó véggyel – a ki zádorlaka mast én kezemnél vagyon – azt ő këgyelme nádrispám uram velëk mëgszërzi és engëmet én akaratom szëerént vélëk mëgszërződtet. Kiről mëg ës fogadok hitëmre, hogy ha az én akaratom szërént ő këgyelme engëmet vélëk mëgszërződtet, az fëllyül mondott paplant Méndel kezébe adom, ki most az zsidóknak előttëkjárójok. Hol kedig ő këgyelme én akaratom szërént mëg nëm szërzenéje és engëmet ő vélëk, az fëllyül mëgmondott përësëkkel mëg nëm szërződtetne én akaratom szërént, tahát ő këgyelmének sëmmivel në tartozzam. Ki levél költ tizënëggyezër szűz napján ezër ötszáz tizënëggy esztendőbe.

## További információ
- Betűhű szöveg az Ómagyar Korpuszban